# Nanahira
Nanahira (ななひら?  , Prefectura de Fukui, 31 de agosto de 1991) es una cantante japonesa. Sus obras pertenecen al género denpa, y en menor medida al j-pop y el rock. Ha colaborado en duetos y otros proyectos musicales con artistas tales como Camellia, Koko, Momobako, Yukacco, Nana Takahashi, Reol y Kradness.

## Historia
Nanahira se dio a conocer como cantante de versiones en Nico Nico Douga. Más adelante participó en varias compilaciones de arreglos y remix de canciones de la serie Touhou, hechos por círculos como Halozy e IOSYS.
Posteriormente trabajó con artistas y compositores de la serie de SOUND VOLTEX pertenecientes al sello discográfico HARDCORE TANO*C. Desde entonces se le asocia con Masaya Oya (nombre artístico Camellia), un artista y productor discográfico con quien ha colaborado en canciones para videojuegos así como en varios álbumes.
Desde 2014 ha lanzado varios álbumes originales bajo su propio círculo, Confetto.

## Discografía
Fuente:
- ゴキゲン77°↑ (2010)
- KEMOLOVE♥ (2012)
- ときめき☆アンサンブル (2013)
- Free Pl@ying (2013)
- プチリズム7♭ (2013)
- もーっと☆ちっちゃいのっ! (2013)
- ときめき☆アンサンブルVol.2 (2013)
- らぶちゅ！ (2014)
- ばーさす！ (2014, con かめりあ)
- KiraKira*Fräulein (2014)
- LOP STEP RABBITS! (2014, con かめりあ)
- らぶちゅ！２ (2015)
- りぷれい！ (2015, con かめりあ)
- Colory Starry (2015)
- Meltical sugar wave (2015)
- Candy time (2015)
- La La Fav! (2016)
- Wonder trick (2016)
- すりーぷ！ (2016, con かめりあ)
- Primary*Step (2016, con Koko)
- Secretale (2016)
- Apprism (2017, con Koko y Momobako)
- Confetti Box (2017, álbum recopilatorio)
- Chocolate Adventure (2019, con Neko hacker)
- Midnight Future (2020)
- Rond de lumière (2020, con müchette)
- Berry Pop (2021)
- Berry Sweet Love (2021)
- Say Cheese! (2021, con Korone Pochi)
- Screamin' Showcase (2021, con t+pazolite)
- VOTRE CHÂTEAU (2022)